# Хадасевич-Лисовая, Екатерина Станиславовна
Екатери́на Станисла́вовна Хадасе́вич-Лисова́я (бел. Кацяры́на Станісла́ваўна Хадасе́віч-Лісава́я; 24 апреля 1979) — белорусская писательница, прозаик, педагог. Лауреат белорусской Национальной литературной премии.
С апреля 2006 года является членом Союза писателей Беларуси. Входит в состав участников бюро секции детской литературы Союза писателей Беларуси. Член редколлегий журналов  «Вясёлка», «Бярозка», «Маладосць».

## Биография
Родилась и выросла в поселке Ждановичи Минского района, где и в данный момент живёт и работает.
Окончила Ждановичскую среднюю школу, потом Минский государственный педагогический колледж, Белорусский государственный педагогический университет имени М. Танка и вернулась в качестве учительницы начальных классов в родную Ждановичскую среднюю школу, в которой работает и сегодня.
Первые произведения начала писать в 10 лет. Дебют в печати состоялся в 1996 году в журнале «Першацвет».

## Семья
Мать — Галина Сильвестровна Хадасевич — отличник образования БССР, отец — Станислав Владимирович Хадасевич — первоклассный водитель грузовых автомобилей. У Екатерины есть старший брат Дмитрий и младшая сестра Наталья.
Муж — Дмитрий Лисовой, инженер-конструктор. Сын Станислав (р. 2004) — прототип Стасика, главного героя сказок, написанных мамой.
Космические сюжеты часто встречаются в произведениях Екатерины. Однажды писательница получила в подарок от читателя волшебную палочку, украшенную звездочкой, и с того времени начала собирать коллекцию сувениров и предметов в форме звёздочек.

## Творчество
Екатерина Хадасевич-Лисовая преимущественно работает в области детской литературы, это основное направление творчества автора, но есть произведения и для взрослых. Печаталась в журналах «Вясёлка», «Бярозка», «Качели», «Маладосць», «Нёман», «Родная прырода», газетах «Літаратура і мастацтва», «Мінская праўда», «Настаўніцкая газета», «Прысталічча» и др.
Произведения Екатерины Хадасевич-Лисовой выходили и в коллективных сборниках.
|  |  |  |

## Выставка «Сказки Книжной Феи»
24 апреля 2024 года, в день 45-летия писательницы Екатерины Хадасевич-Лисовой, в Государственном музее истории белорусской литературы открылась временная литературно-художественная экспозиция «Сказки Книжной феи», посвящённая творчеству писательницы. На открытии собралось около сотни гостей: поклонники её творчества, библиотекари, художники, дизайнеры, члены семьи, её выпускники, коллеги по перу, среди которых были старший научный сотрудник музея Ирина Князева, директор Государственного музея истории белорусской литературы Сергей Усик, председатель Минского областного отделения Союза писателей Беларуси Леонид Кривонос.
Во время открытия выставки председатель Минского городского отделения ОО «Союз писателей Беларуси» Михаил Позняков отметил творческие достижения юбилярши престижной литературной наградой — медалью Максима Богдановича, за плодотворную творческую деятельность.
Выставка «Сказки Книжной феи» стала своеобразным отчётом, художественным подытоживанием достижений литературной деятельности Екатерины Хадасевич-Лисовой. Посетители выставки имели возможность познакомиться с литературной вселенной писательницы, представленной в виде планет. Путешествуя от планеты к планете, можно было узнать о детстве и юношеских годах Екатерины Хадасевич-Лисовой, о секретах творческого процесса и семейной поддержке, о фотосессиях и встречах с читателями.
Открытие выставки «Cказки Книжной феи»

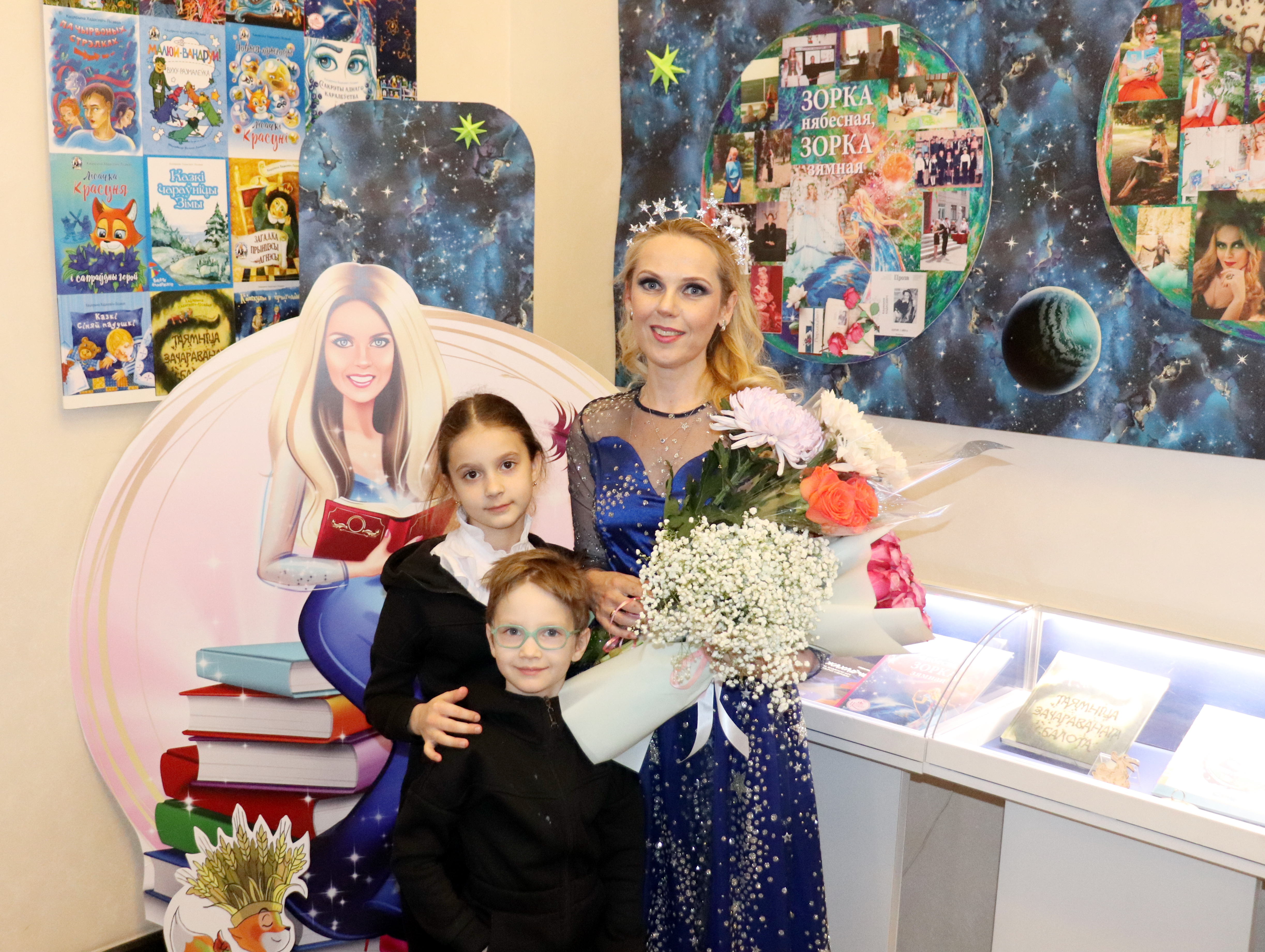
Вместе с юными читателями
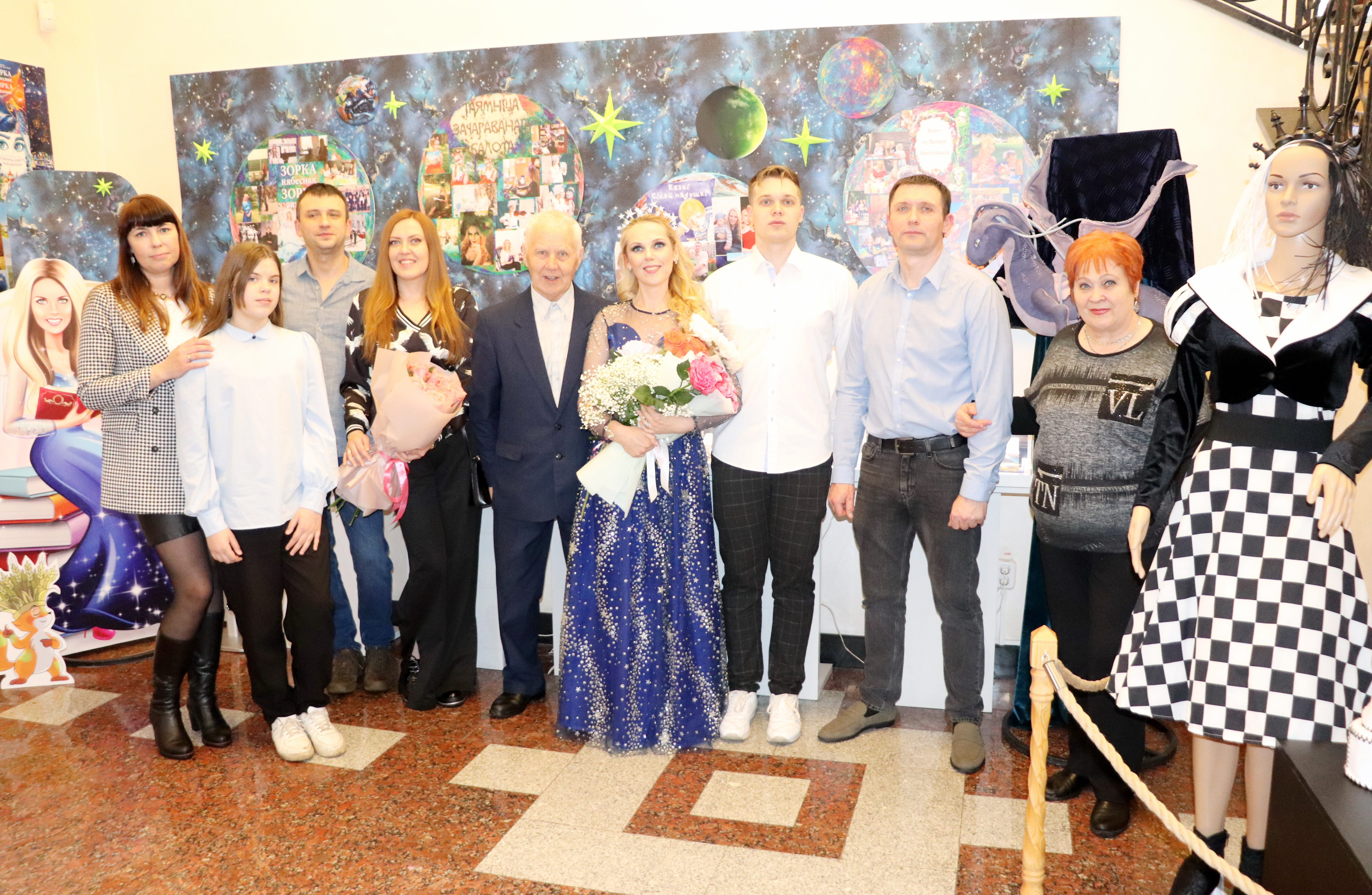
Вместе с членами семьи
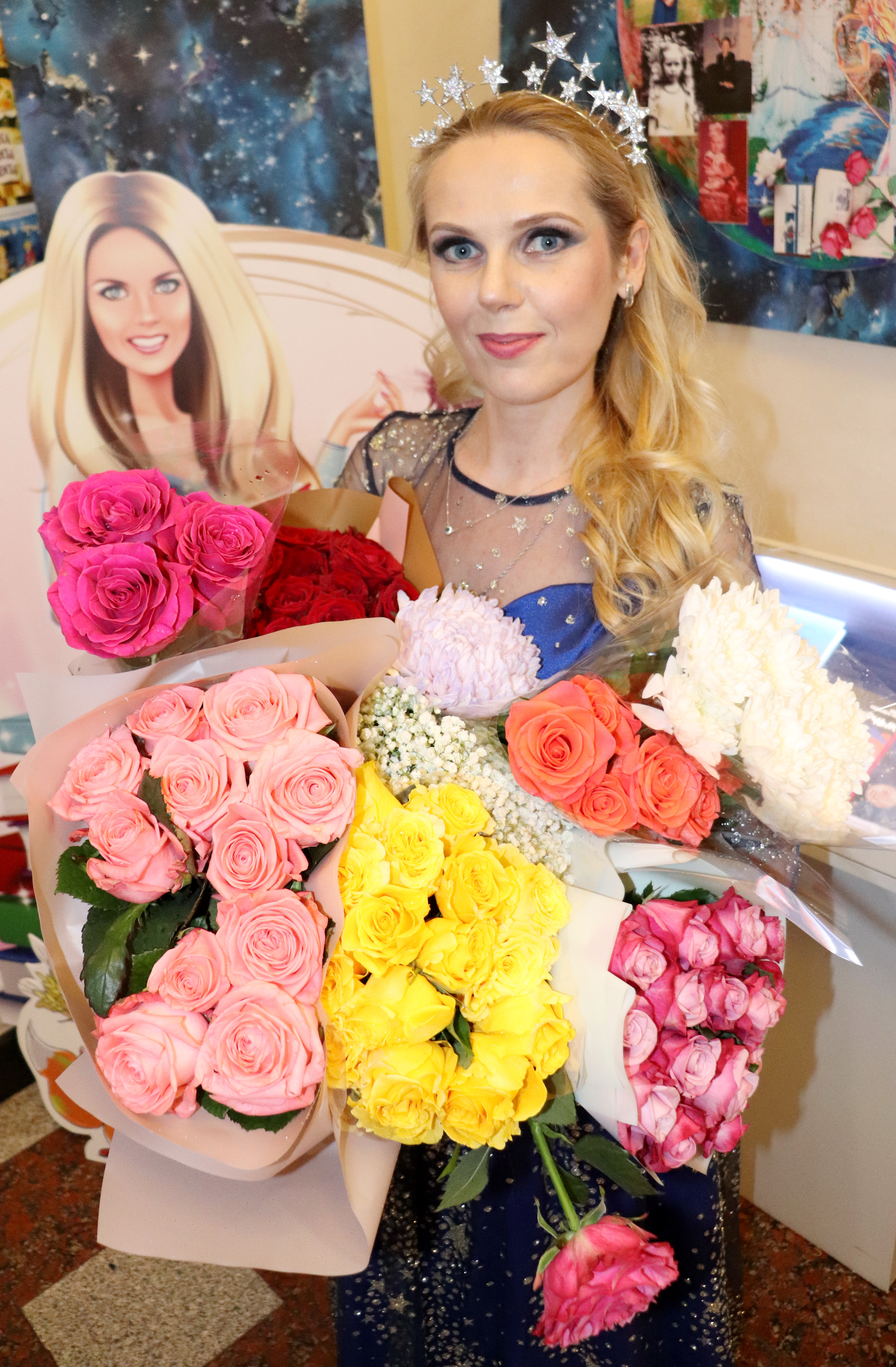
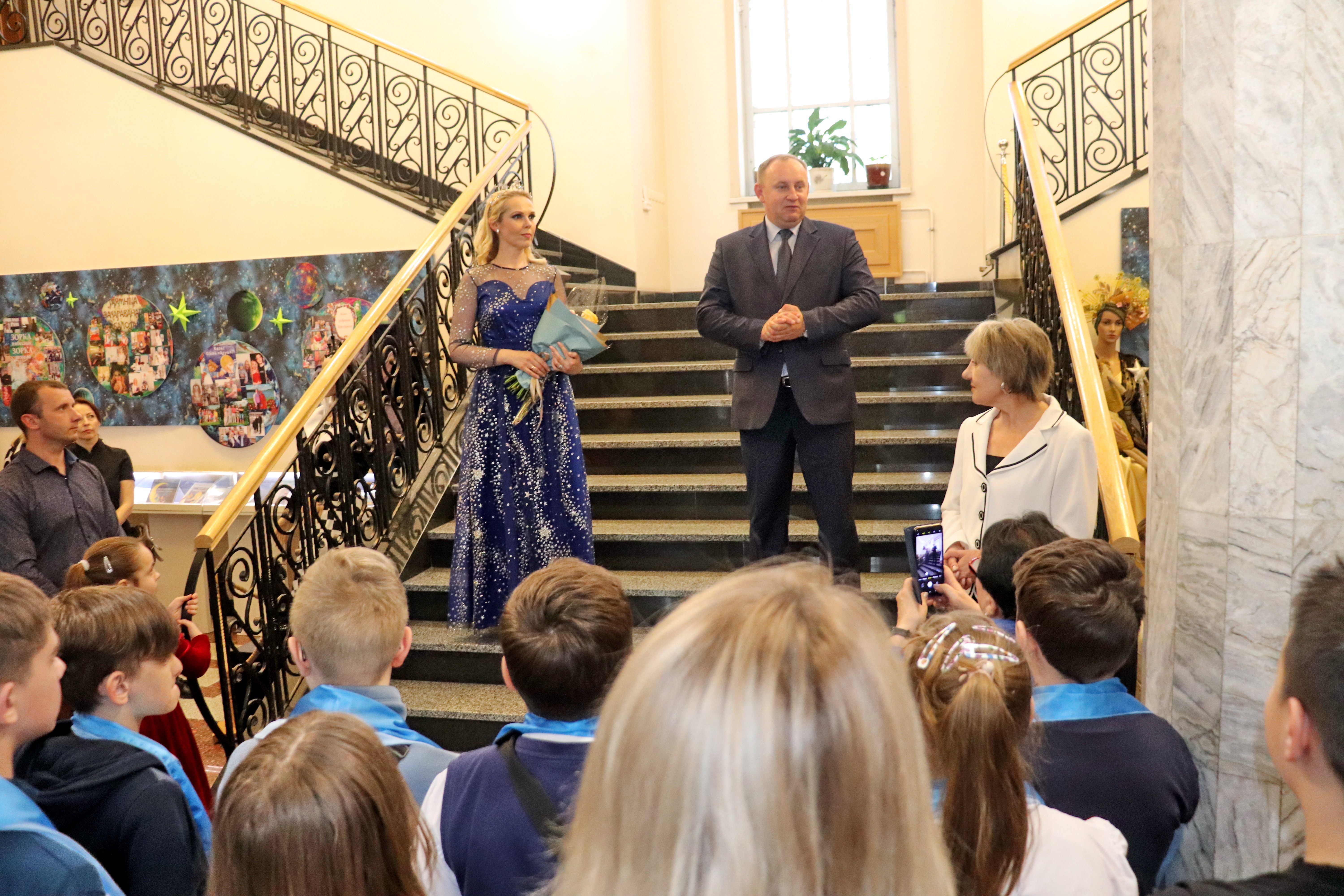
Открытие выставки
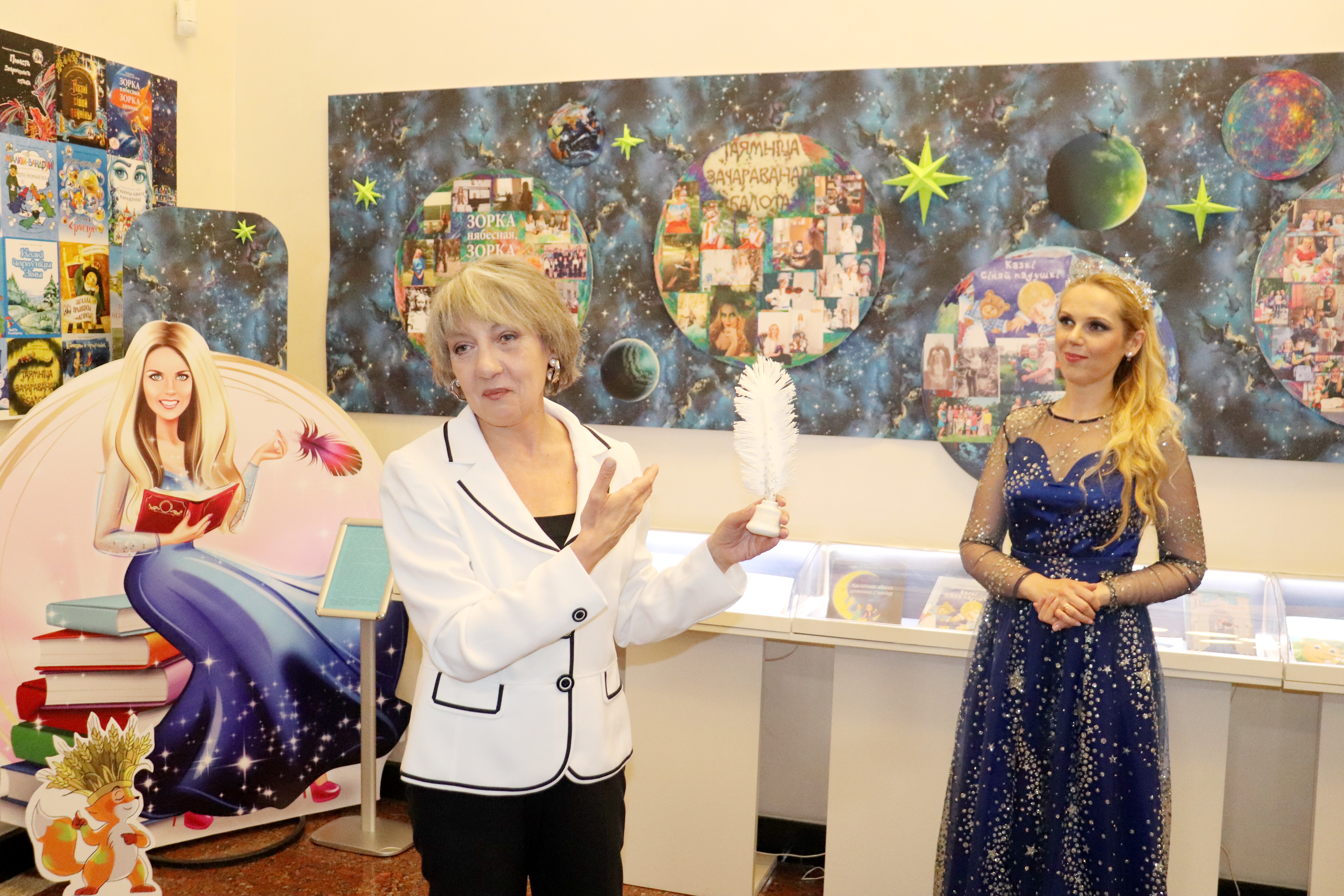
Старший научный сотрудник музея Ирина Князева
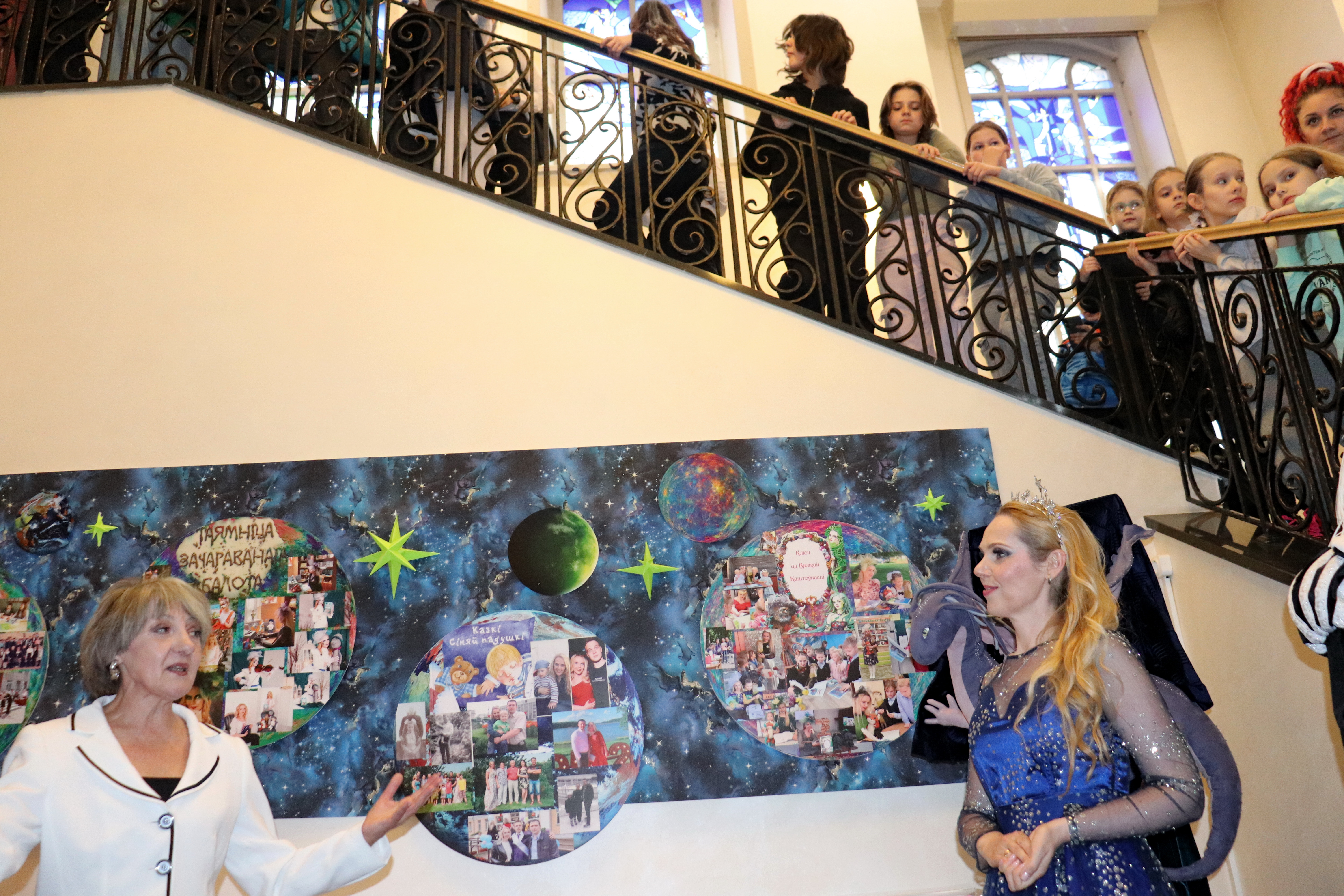
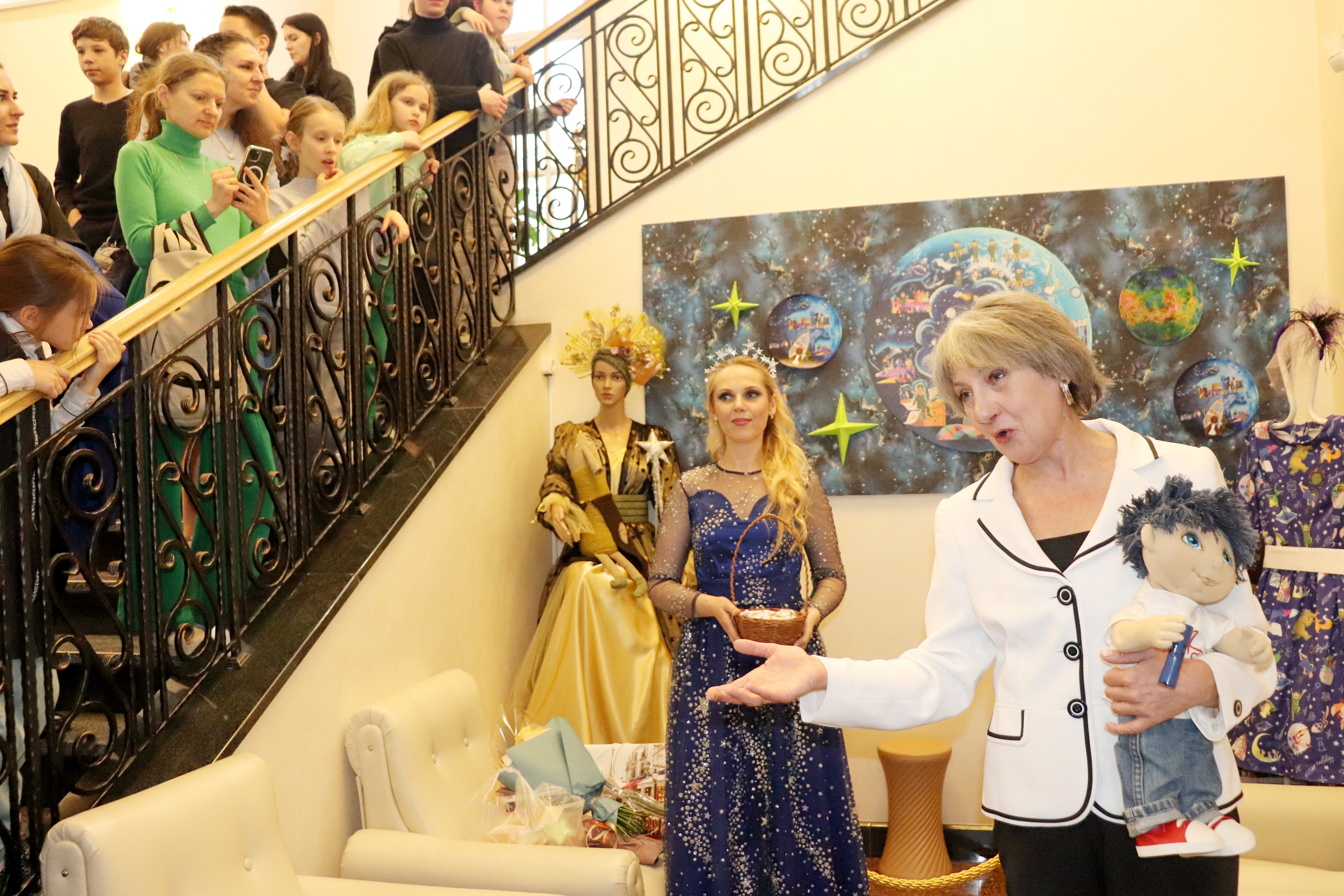

## Библиография

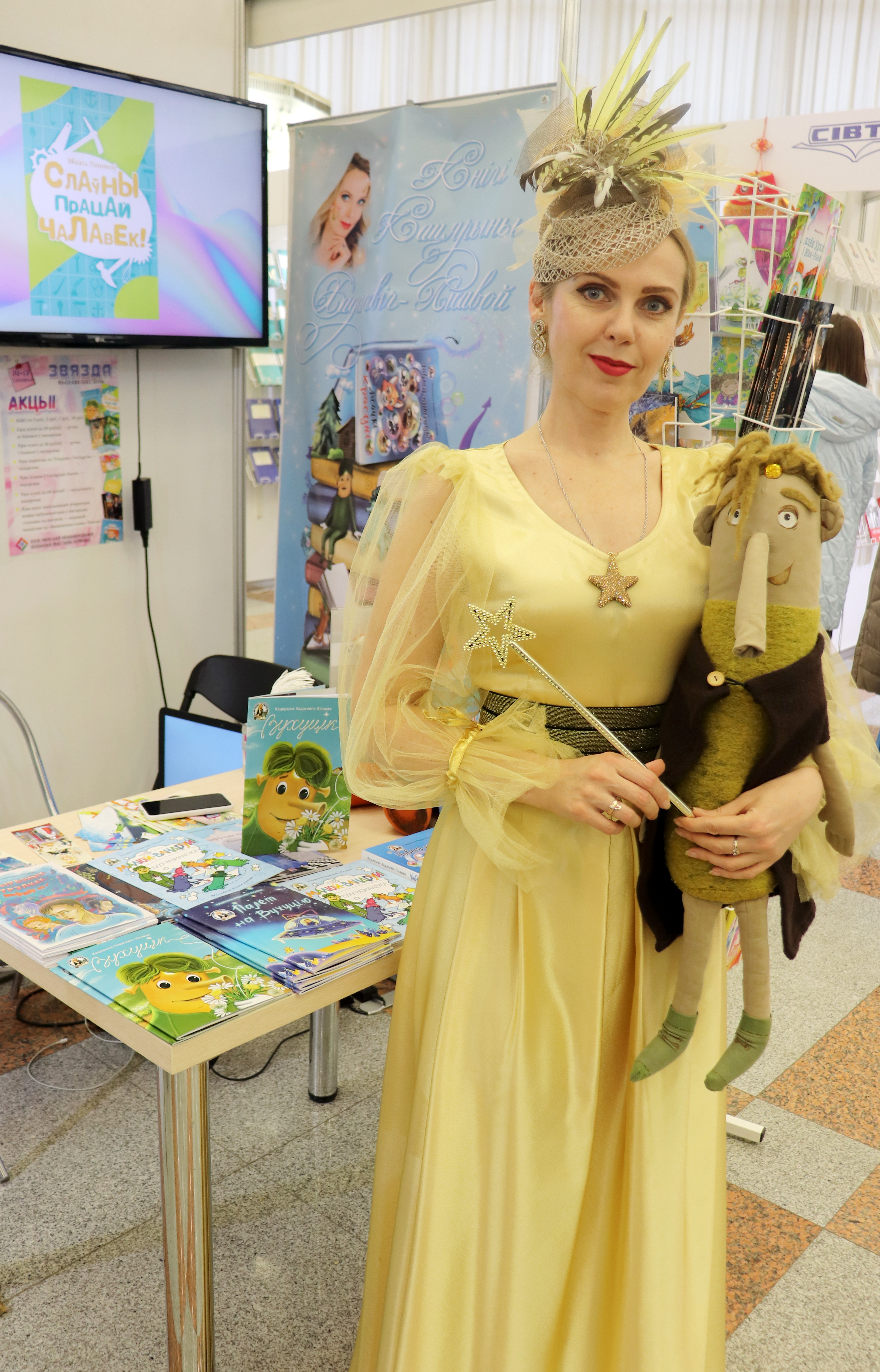
Екатерина Хадасевич-Лисовая с литературным героем своих произведений Вухутиком

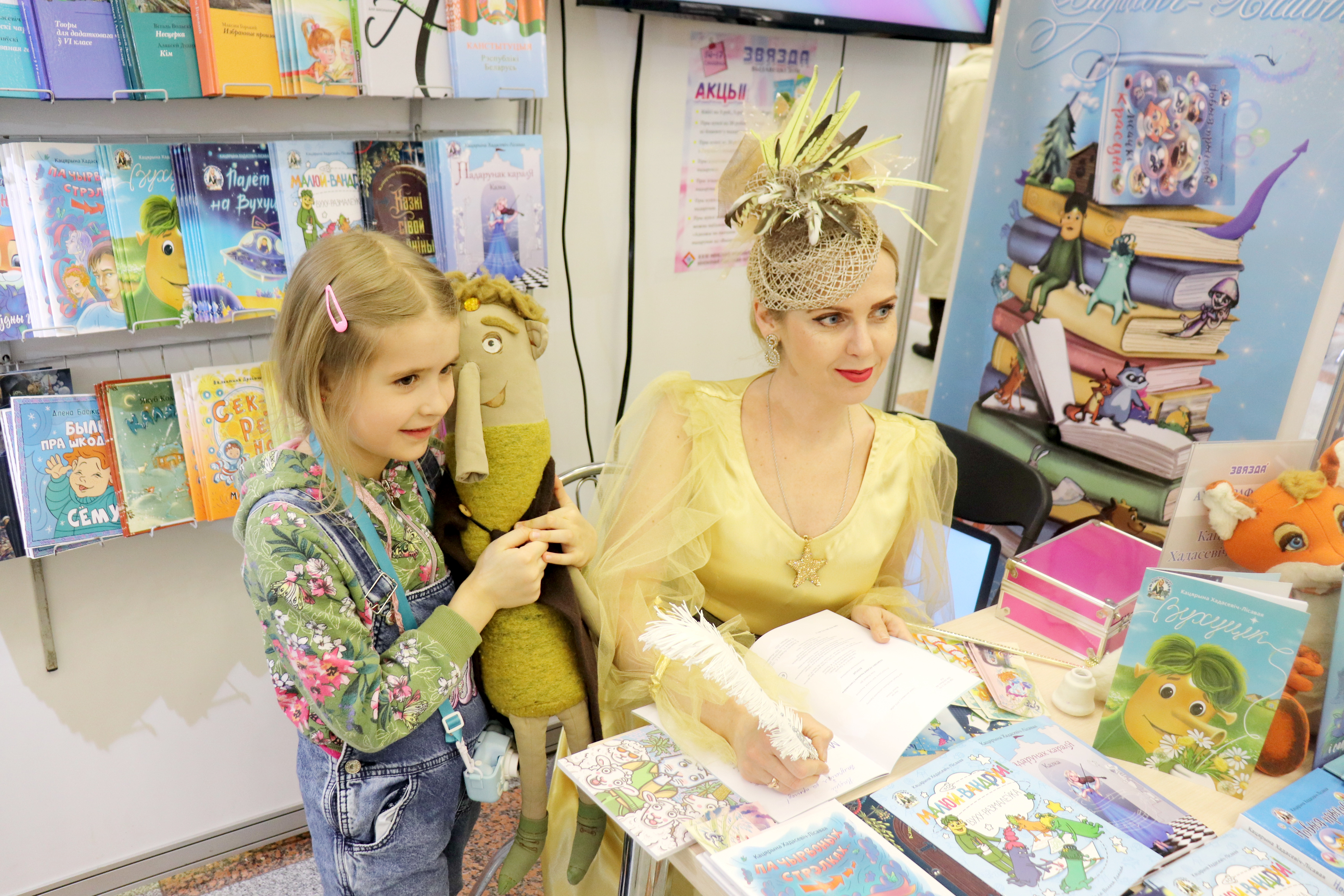
Автограф-сессия, XXXI Минская международная книжная выставка-ярмарка

## Признание
- Член Союза писателей Беларуси с 2006 года;
- Диплом ІІ степени республиканского литературного конкурса «Лучшее произведение 2012 года» в жанре детской литературы за книгу «Космическая одиссея мальчика Стасика»[14];
- Диплом «Пятерка лучших книг белорусских авторов — 2014» в рейтинге, составленном столичными библиотекарями (за книгу «Сказки Синей подушки»);
- Грамота Союза писателей Беларуси за многолетнюю работу на ниве белорусской литературы (к юбилею СПБ);

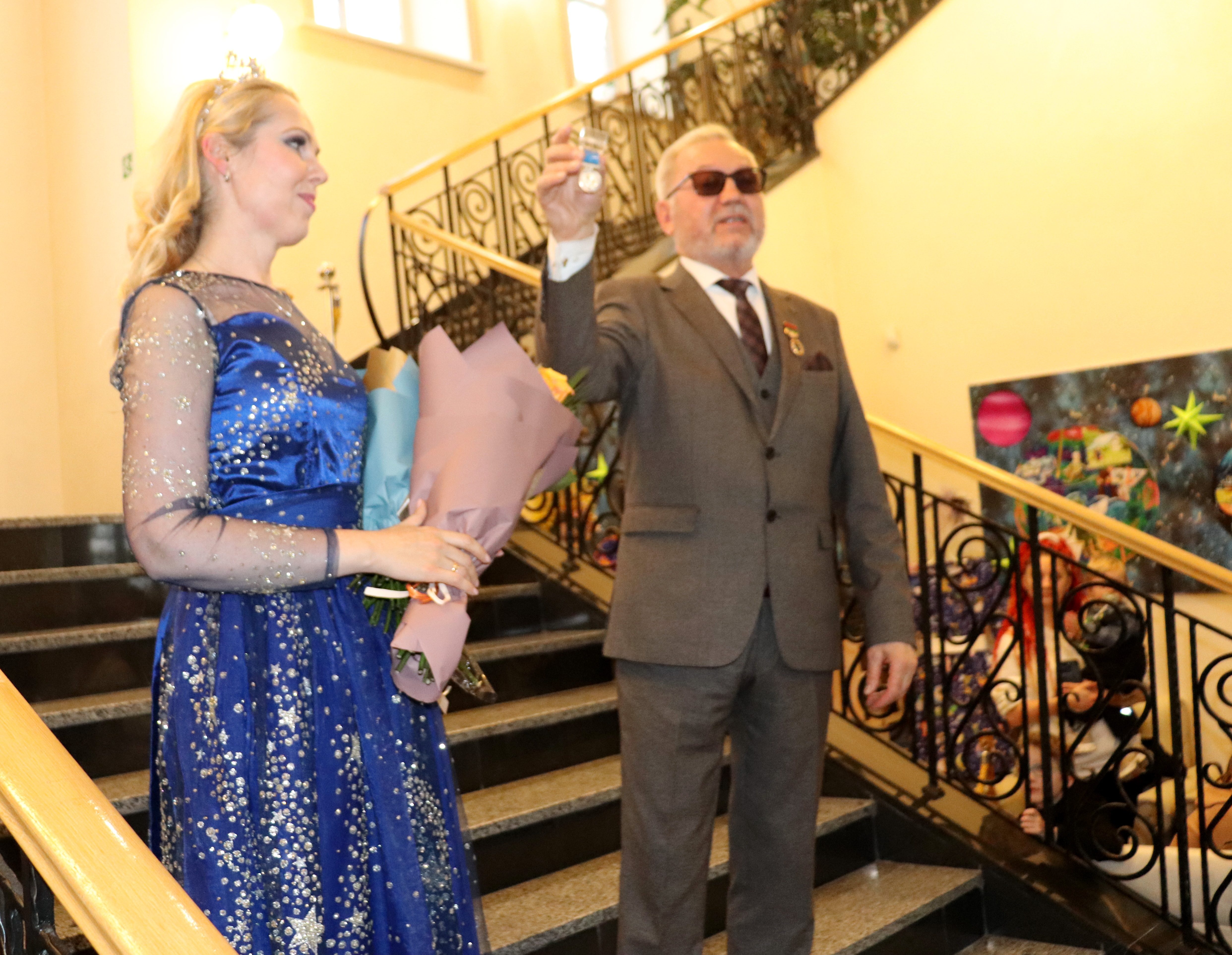
Награждение Екатерины Хадасевич-Лисовой медалью Максима Богдановича (2024)

- Диплом Министерства информации за активную пропаганду книги и чтения в рамках республиканской акции «Лето с хорошей книгой»[15]

 2014 г.
- Диплом лауреата Минской областной премии в жанре литературы в номинации «Детская и подростковая литература» (за книгу «Сказки Синей подушки»), 2015 г.;
- Диплом в номинации «Пятерка лучших» за книгу «Тайны необычной школы», 2018 г.
- Грамота Союза писателей Беларуси за значительный творческий вклад в белорусскую литературу и активное участие в общественно-культурной жизни страны, 2020 г.
- Лауреат Национальной литературной премии. Победитель в номинации "Лучшее произведение для детей и юношества", 2020 г. (За книгу-квест «Ключ ад Вялікай Каштоўнасці»).
- Премия имени Василя Витки за прекрасные номера журнала «Вясёлка», подготовленные в рамках проекта «Приглашённый главный редактор», 2023 г.[18].
- Медаль Максима Богдановича за плодотворную творческую работу, 2024 г.[19].